# Eupsenella aulax
Eupsenella aulax — викопний вид дрібних комах з роду Eupsenella (родина Bethylidae). Виявлений в еоценовому рівненському та балтійському бурштині (близько 40 млн років).

## Опис
Довжина тіла від 2,5 до 3,3 мм. Мандибули з 4 зубцями. Наличник з кутастою медіальною часткою. Оцелії дрібні. Голова субквадратна. Пронотальний диск з глибокою поперечною борозною біля свого заднього краю. Вусики 13-членикові. Передні крила містять шість закритих комірок (R, 1Cu, C, 1M, 1R1, 2R1). Нотаулі і парапсідальні борозни грудей розвинуті. Вид Eupsenella aulax вперше описаний у 2014 році бразильськими, українським і російським палеоентомологами Магно Рамосом (Magno S. Ramos, Бразилія), Євгенієм Перковським (Київ, Україна), Олександром Расніциним (ПІН РАН, Москва, Росія) і Селсо Азеведо (Celso O. Azevedo, Бразилія, Федеральний університет Еспіриту-Санту, факультет біології, Маруйпе (Maruípe), Віторія, Еспіриту-Санту) разом з таксонами Eupsenella klesoviana, Eupsenella rossica, Eupsenella yantarnica, Goniozus definitus, Lytopsenella baltica, Lytopsenella maritima, Sierola rovniana та іншими новими викопними видами. Видова назва E. aulax містить латинське слово aulax через наявність глибокої поперечної борозни біля заднього краю пронотального диску. Таксон Eupsenella aulax близький до видів Eupsenella rossica, Eupsenella klesovania та інших.